# Kwon Min-ah
Kwon Min-ah (hangul: 권민아), även känd som Mina, född 21 september 1993 i Busan, är en sydkoreansk sångerska och skådespelare.
Hon har varit medlem i den sydkoreanska tjejgruppen AOA sedan gruppen debuterade 2012. Som skådespelare har hon medverkat i ett flertal TV-draman.

## Diskografi

### Album
| Datum       | Albumtitel    | Topplacering          |
| Datum       | Albumtitel    | Sydkorea (Gaon Chart) |
| ----------- | ------------- | --------------------- |
| 19 jun 2014 | Short Hair    | 4                     |
| 11 nov 2014 | Like a Cat    | 3                     |
| 22 jun 2015 | Heart Attack  | 2                     |
| 16 maj 2016 | Good Luck     | 2                     |
| 2 jan 2017  | Angel's Knock | 3                     |

## Filmografi

### TV-drama
| År   | Titel                             | Kanal       | Roll                  |
| ---- | --------------------------------- | ----------- | --------------------- |
| 2013 | Adolescence Medley                | KBS2        | Yoon Jin-yeong        |
| 2014 | Wonderful Days                    | KBS2        | Cha Hae-won (som ung) |
| 2014 | Flower Grandpa Investigation Unit | tvN         | Han Seul-hee          |
| 2014 | Modern Farmer                     | SBS         | Lee Soo-yeon          |
| 2015 | All About My Mom                  | KBS2        | Go Aeng-doo           |
| 2016 | Click Your Heart                  | MBC Every 1 | Mina                  |